# Blade & Beard
Blade & Beard ist ein iranisches DJ- und Produzentenduo im Bereich der elektronischen Tanzmusik.

## Biografien
Das Duo besteht aus Arash Shadram und Anoosh Raki. Sie spielen auf Festivals, wie Tomorrowland, Fusion Festival und der Street Parade und in Clubs, wie Ritter Butzke, Uebel & Gefährlich, Harry Klein und Kater Blau.
Im Jahr 2016 erschien der Film Raving Iran von Susanne Regina Meures, dieser handelt von der Auswanderung der beiden jungen DJs und dem Traum elektronische Musik zu machen, weil es in ihrem Heimatland verboten ist.

## Diskografie
| Jahr          | Titel                | Label         |
| ------------- | -------------------- | ------------- |
| Singles & EPs |                      |               |
| 2022          | Amrai                | Variety Music |
| 2022          | Agron                | Variety Music |
| 2021          | Morya                | Variety Music |
| 2019          | Obscurity            | Prisma Techno |
| 2018          | Aerolite             | Prisma Techno |
| 2017          | Dark Valley          | Futurist      |
| 2017          | Frozen Echo          | Futurist      |
| 2017          | Holland in my dreams | Re:vibe Audio |
|               | Harpag               |               |
|               | Armada               |               |
|               | Alley                |               |
|               | Moving The Moon      |               |
|               | The Void             |               |
|               | Aphrodite            |               |

## Interviews
- 2016: Für Techno in den Knast: Die DJs aus "Raving Iran" im Interview || PULS
- 2019: Jäger Blow-Out presents: talk with Blade & Beard (Raving Iran)